# روب هندرسون
روب هندرسون (بالإنجليزية: Rob Henderson) هو لاعب اتحاد الرغبي بريطاني، ولد في 27 أكتوبر 1972 في دوفر في المملكة المتحدة.

## وصلات خارجية
- روب هندرسون على موقع دوري الرغبي الممتاز (الإنجليزية)
- روب هندرسون عل موقع إسبنسكروم (الإنجليزية)
- روب هندرسون على موقع ItsRugby.co.uk (الإنجليزية)